# Programmable Logic Array
In elettronica digitale, il Programmable Logic Array (in acronimo PLA) è una tipologia di dispositivo logico programmabile (PLD) usata per implementare circuiti logici combinatori.

Si tratta del primo tipo di PLD apparso sul mercato: ideati nella seconda metà degli anni '60  presso i laboratori della Harris Semiconductor, e  poi commercializzati da Intersil a partire dal 1975.

## Struttura
La struttura di una PLA è basata sul fatto che qualsiasi funzione logica può essere descritta tramite somme di prodotti logici. Un PLA è composto da una matrice d'ingresso di porte logiche AND programmabili, collegate con una serie di OR programmabili, che possono essere condizionalmente complementati per produrre un'uscita. Tale struttura permette di sintetizzare un gran numero di funzioni logiche nella loro forma disgiuntiva o, talvolta, congiuntiva, minimizzata tramite tecniche quali la mappa di Karnaugh o il metodo di Quine-McCluskey.
I primi dispositivi PLA ad essere stati prodotti implementano circuiti puramente combinatori, successivamente si sono sviluppati PLA sequenziali, che hanno la medesima architettura dei precedenti ma sono dotati di flip-flop per la sincronizzazione dei segnali. L'architettura di un PLA comprende inoltre linee di retroazione dall'uscita all'array di porte AND, che possono essere utilizzate come ingressi aggiuntivi. I PLA in cui la serie di porte OR non è programmabile sono detti Programmable Array Logic (PAL).